# Casa de Pérez Villaamil
La Casa de Pérez Villaamil es un edificio de estilo modernista situado en el número 12 de la plaza de Matute de Madrid, obra del arquitecto Eduardo Reynals. Concebido como casa de viviendas, y construido entre 1906 y 1908, se realizó por encargo del ingeniero Enrique Pérez Villaamil —nieto del pintor Jenaro Pérez Villaamil—, que habitó con su familia en los dos pisos superiores, unidos por una escalera privada, atrevido detalle para su época de factura, pero que más tarde desapareció por imperativos de la explotación inmobiliaria.

## Detalles
Reynals compartió su fantasía con otros maestros y artistas del entramado arquitectónico español del inicio del siglo XX, como el herrero José García-Nieto López, responsable de la forja artística, y el ebanista Antonio Maldonado, además del escultor Salvador Llongarríu autor de la decoración floral de la fachada. Destaca el enrejado de la puerta principal, el diseño de forja en vigas y farolas que iluminan el interior de cada planta y los frescos con motivos florales de los muros encargados a la Casa Watteler. Conjunto especial forman las vidrieras en la caja de las escaleras, ventanales, mamparas, puertas, fabricadas por la Casa Maumejean (empresa parisina con delegaciones en Madrid, San Sebastián y Barcelona). No se conservan el ascensor original ni el farol de la entrada y la placa del seguro de incendios, que fueron robados.

Los especialistas señalan influencias del arquitecto Victor Horta en los miradores, con elementos muy similares a los de la Casa Solvay o la Casa Tassel, construidas por él en Bruselas a finales del siglo XIX.
El 13 de junio de 2013 fue declarado Bien de Interés Cultural mediante un decreto publicado el día 20 de ese mismo mes en el Boletín Oficial de la Comunidad de Madrid.